# Coombe Keynes
Coombe Keynes est une paroisse civile et un village du Dorset, en Angleterre.